# Нуне Саркисян
Нуне Саркисян (на арменски: Նունե Սարգսյան) е арменска изкуствоведка, писателка, авторка на детска литература. Тя е съпруга на бившия президент на Република Армения Армен Саркисян.

## Биография и творчество
Нуне Саркисян е родена на 26 март 1954 г. в Ереван, Арменска ССР, СССР, в семейството на журналист и учителка. Завършва държавно средно училище. Следва романо-германски езици и немска филология в Ереванския държавен университет.
След дипломирането си работи в Ереванския институт за древни ръкописи „Месроп Мащоц“.
През 1978 г. се омъжва за Армен Саркисян – професор по физика, с когото имат 2 сина. След разпадането на Съветския съюз през 1991 г. напуска Армения със семейството си, като се установява в Лондон, където съпругът ѝ преподава теоретична физика в университетите в Кеймбридж и Лондон. Получава магистърска степен по изкуство от Голдсмитс Колидж на Лондонския университет. След дипломирането си учи рисуване в Уестминстърския колеж в Лондон.
От ранните си университетски години пише статии и рецензии за съвременно изкуство, култура, музикални дейци, които са публикувани в Армения, САЩ и различни европейски страни. Организира множество изложби, както и концерти на класическа музика в различни концертни зали.
Авторка е на множество детски книги за деца от 3 до 13 години, които са публикувани на арменски, руски и английски, както и на арменските диалекти. Някои от приказките ѝ са адаптирани в куклени и балетни представления.
На 4 ноември 1996 г. съпругът ѝ Армен Саркисян заема поста министър-председател на Армения, на който остава в продължение на 5 месеца. Оттогава Нуне Саркисян участва активно в политическия живот на Армения. На 9 април 2018 г. Армен Саркисян става президент на Република Армения, а тя става четвъртата първа дама на Армения.
На 25 юли 2018 г. е наградена с Орден за заслуги от Италианската република. Назначена е през 2019 г. за омбудсман за децата от УНИЦЕФ.

## Произведения
Детска литература
- Սադափ (2005)
- Հերոսներ
- Երեք վիշապներ
- Վիշապ Նեսին
- Կախարդական կոճակներ (2015)[4]
- Նռան հատիկներ (2016)
- Թզուկ-մզուկ (2016)
- Թագավորն ու վիշապը (2017)[4]
- Քաչալ ոզնին
- Թե ինչպես փղիկը ճիշտ շնչել սովորեց
- Կափիղկա
- Դավիթ, Հայկ և Բազիլիսկուս
- The Magic Buttons
- Մրջնակերներ
- Քաչալ ոզնին